# دون كايزر
دون كايزر (بالإنجليزية: Don Kaiser)‏ هو لاعب كرة قاعدة أمريكي، ولد في 3 فبراير 1935 في باينغ في الولايات المتحدة.

## وصلات خارجية
- دون كايزر على موقع دوري كرة القاعدة الرئيسي (الإنجليزية)
- دون كايزر على موقعبيزبول رفرنس.كوم (الدوري الرئيسي) (الإنجليزية)
- دون كايزر على موقعبيزبول رفرنس.كوم (الدوري الثانوي) (الإنجليزية)